# Спор об именовании Македонии

Современное деление географической области Македонии
Северная Македония
Македония

Спор об именовании Республики Македония — длившийся с 1991 по 2019 год спор между Грецией и бывшей югославской республикой Македония относительно права последней именоваться Македонией. В 2019 году республика была переименована в Северную Македонию.

## Предыстория
До размежевания границ в 1945 году население балканских стран было смешанным, и многие территории были предметом спора соседних государств. Славяноязычные македонцы жили как на территории югославской республики Македония, так и в греческой провинции Македония. Исторически древнейшие рукописи на староболгарском языке (до его разделения на болгарский и македонский) были написаны на солунском диалекте, распространённом во всей греческой Македонии с 6-7 в. н. э. (название — от города Фессалоники в Греции, бывшем южной границей распространения диалекта).
Во время Гражданской войны в Греции национальные меньшинства активно выступали на стороне коммунистов (к примеру, казнённая монархистами партизанка Ирини Гини (Мирка Гинева) почитается как героиня как греческими коммунистами, так и в Македонии, поскольку она была этнической славяно-македонкой). После поражения в войне проигравшие массово бежали в Югославию или Болгарию.
Пока территория нынешней Республики Македония входила в состав Югославии под названием Социалистическая Республика Македония, подобное название вызывало возражения, но превалировала традиционная греческо-сербская дружба и, как следствие, хорошие отношения с Югославией в целом.
Конфликт начался после подписания в 1991 году декларации независимости югославской Республики Македонии, в которой название государства звучало как «Республика Македония». Грецией в качестве основания для спора указывается возможность при признании такого названия предъявления территориальных претензий со стороны Республики Македония на греческую область Македония.
Греция считает, что имя нового государства является узурпацией имени её исторической провинции и что идеологема македонизма, кроме прочего, несёт с собой фальсификацию истории и необоснованные идеи ирредентизма и претензий на территории Северной Греции. Опасения греков ещё более усилились после того, как получившая независимость Македония для обозначения своей идентичности стала активно использовать символику древней Македонии, историю которой греки относили к своему наследию.

## Возражения Греции

Флаг Македонии в 1992—1995 гг. На флаге изображена Вергинская звезда, которую греки рассматривают как своё национальное наследие.

Флаг греческой провинции Македония (неофициальный с 1980-х, стал официальным вскоре после утверждения флага соседнего государства Македония.

Первоначальной позицией Греции было не допустить использование новым государством имени Македония и его производных (македонский и т. д.). Временным компромиссом между государствами стало использование на международном уровне в качестве официального названия Республики Македонии «Бывшая югославская республика Македония»; решение об этом было достигнуто в 1992—1994 годах. Именно под этим условным названием Республика Македония была принята в ООН, которая рекомендовала Греции и Республике Македония разрешить свой спор мирным путём; при этом целый ряд государств — членов ООН использовал на официальном уровне в качестве названия этого государства всё же словосочетание «Республика Македония», другие использовали термин «Бывшая югославская республика Македония» либо же признавали правомерными оба варианта названия.
В 1994—1995 годах, ставших кульминацией конфликта, Греция ввела торговое эмбарго против Республики Македония. В 2008 году на саммите НАТО в Бухаресте Греция воспрепятствовала приглашению Республики Македонии в НАТО, ссылаясь на нерешённость проблемы с именованием государства, на что Республика Македония ответила иском в Международный суд в Гааге, на экономическом уровне спор не оказывал почти никакого влияния на отношения между странами. Греческие компании инвестировали в экономику Республики Македония больше средств, чем в любую другую страну, являясь её главным инвестором. Только в Скопье ими было создано порядка 5000 рабочих мест.
5 декабря 2011 Международный суд ООН принял решение, что Греция не имеет права блокировать членство Республики Македонии в НАТО, ЕС и других международных организациях.

## Вопрос о переименовании страны
12 декабря 2017 года в Брюсселе прошла встреча представителей Греции и Республики Македонии при посредничестве специального представителя генерального секретаря ООН Мэтью Нимица. Со стороны Греции был Адамантиос Василакис, а со стороны Республики Македонии — Васко Наумовски. По итогам встречи Нимиц объявил о начале переговоров, начавшихся в январе 2018 года. Спецпредставитель генсека ООН отметил, что «в следующем году вопрос может и должен быть закрыт». Он отметил, что переговоры прошли «в очень хорошей атмосфере», позитивные сигналы, готовность к диалогу «идут из обеих столиц». Это был первый раз, когда проблема о наименовании Республики Македонии была серьёзно обсуждена, отметил спецпредставитель.
По сообщениям греческих СМИ, на фоне активизировавшихся усилий по разрешению спора между двумя сторонами, 17—18 января 2018 года в Скопье с официальным визитом будет находиться генеральный секретарь НАТО Йенс Столтенберг, а 19 января в Нью-Йорке (США) пройдёт встреча Мэтью Нимица, Адамантиоса Василакиса и Васко Наумовски.
Премьер-министр Республики Македонии Зоран Заев в январе 2018 года заявил, что верит в возможность решить спор с Грецией об именовании страны в первой половине 2018 года.
Премьер-министр республики заявил, что решение о смене названия Республики Македония может быть принято на референдуме.
17 июня 2018 года министры иностранных дел Греции и Республики Македонии Никос Кодзиас и Никола Димитров подписали соглашение об изменении названия страны на «Республика Северная Македония» (макед. Република Северна Македонија) erga omnes (в любых контекстах). При этом наименования, связанные с соответствующими славянским этносом (македонцы), языком (македонский язык) и культурой, согласно договору, не подлежат изменению.
30 сентября состоялся всенародный референдум по поводу переименования республики. При низкой явке граждан (около 36 % от общего числа избирателей) более 90 % голосов было отдано за одобрение достигнутого летом соглашения с греческим правительством.
8 октября 2018 года правительство Республики Македонии одобрило законопроект о внесении поправок в конституцию, согласно одной из которых в название Республики Македония будет добавлено слово «Северная». 19 октября парламент Республики Македонии проголосовал за инициацию процесса внесения в конституцию представленных поправок. Из 120 депутатов решение поддержали 80, 39 проголосовали против, один воздержался. 3 декабря парламент Республики Македонии одобрил проект поправок в конституцию 67 голосами против 23 при 4 воздержавшихся. На данном этапе достаточно было простого большинства (61 депутат из 120).
11 января 2019 года состоялось третье и последнее голосование депутатов по новому названию страны. 81 депутат (при минимально необходимых 80) из 120 поддержал соответствующие поправки в конституцию. Воздержавшихся и голосовавших против не было. Для вступления соглашения в силу его должен был ратифицировать простым большинством греческий парламент.
25 января 2019 года парламент Греции ратифицировал соглашение об изменении названия Республики Македонии, за такое соглашение проголосовало 153 депутата (при 151 необходимом), против соглашения было 146 депутатов.
12 февраля 2019 года страну официально переименовали в Республику Северная Македония. В течение февраля-марта это название было принято в международных организациях, ранее использовавших обозначение «Бывшая югославская республика Македония» (ООН, МОК и др.)

## Македоно-болгарские разногласия
Параллельно со спором между Македонией и Грецией, существовали также давние разногласия с Болгарией, официальная позиция которой состояла в том, что македонцы являются обособившейся в силу политики Югославии частью болгарского народа, а македонский язык — не отдельным языком, а диалектом болгарского с искусственно насаждённой литературной нормой. Данный спор не разрешён до настоящего времени.